# Henri Govard
Henri Govard, né à Liège le 2 février 1922 et mort le 22 octobre 1975, est un joueur de football international belge actif après la Seconde Guerre mondiale. Il effectue la majeure partie de sa carrière au RFC Liégeois et occupe le poste d'attaquant.

## Carrière en club
Henri Govard fait ses débuts en équipe première du RFC Liégeois en 1945. Promu en Division d'Honneur durant la guerre, le club de la cité ardente retrouve l'élite après plus de deux décennies d'absence. Buteur prolifique, le joueur ne tarde pas à s'installer dans le onze de base de l'équipe qui réalise une bonne saison, conclue à la sixième place. Avec 32 buts inscrits durant sa première saison, soit autant que Jef Mermans, un des grands joueurs de l'époque, il participe activement aux bons résultats de son équipe. Les saisons suivantes sont du même acabit pour le club, qui se classe cinq années de suite dans la première moitié du classement, comme pour le joueur, qui termine chaque fois parmi les dix meilleurs buteurs du championnat. Ses bonnes prestations lui valent d'être appelé en équipe nationale belge dès 1946 mais il ne joue son premier match avec les « Diables Rouges » qu'en 1948.
En 1950, Henri Govard décide de quitter le club liégeois et rejoint l'Union Saint-Gilloise, tout juste reléguée en deuxième division. Il aide le club à remporter le titre dès sa première saison, ce qui lui permet de revenir directement parmi l'élite. Il joue encore une saison au plus haut niveau avec l'Union, inscrivant treize buts, puis décide de mettre un terme à sa carrière de joueur.
Il est inhumé au Cimetière de Bressoux.

### Statistiques
| Saison                | Club                  | Championnat           | Championnat | Championnat | Coupe(s) nationale(s) | Coupe(s) nationale(s) | Total | Total |
| Saison                | Club                  | Division              | M.          | B.          | M.                    | B.                    | M.    | B.    |
| 1945-1946             | RFC Liégeois          | Division 1            | 36          | 32          | 0                     | 0                     | 36    | 32    |
| 1946-1947             | RFC Liégeois          | Division 1            | 36          | 26          | 0                     | 0                     | 36    | 26    |
| 1947-1948             | RFC Liégeois          | Division 1            | 28          | 20          | 0                     | 0                     | 28    | 20    |
| 1948-1949             | RFC Liégeois          | Division 1            | 28          | 19          | 0                     | 0                     | 28    | 19    |
| 1949-1950             | RFC Liégeois          | Division 1            | 14          | 16          | 0                     | 0                     | 14    | 16    |
| Sous-total            | Sous-total            | Sous-total            | 142         | 113         | 0                     | 0                     | 142   | 113   |
| 1950-1951             | Union Saint-Gilloise  | Division 2            | -           | -           | 0                     | 0                     | 0     | 0     |
| 1951-1952             | Union Saint-Gilloise  | Division 1            | 23          | 13          | 0                     | 0                     | 23    | 13    |
| Sous-total            | Sous-total            | Sous-total            | -           | -           | 0                     | 0                     | 0     | 0     |
| Total sur la carrière | Total sur la carrière | Total sur la carrière | 165         | 126         | 0                     | 0                     | 165   | 126   |

## Carrière en équipe nationale
Henri Govard compte onze sélections en équipe nationale belge, pour six matches joués. Appelé pour la première fois le 12 mai 1946 à l'occasion d'un déplacement aux Pays-Bas, il joue son premier match le 28 avril 1948 en Écosse. Il inscrit quatre buts durant sa carrière internationale, dont un doublé face au pays de Galles le 22 mai 1949, match au cours duquel il inscrit un but d'une talonnade pour ouvrir le score. Il joue son dernier match le 6 novembre 1949 aux Pays-Bas, inscrivant l'unique but de la rencontre.

### Liste des sélections internationales
Le tableau ci-dessous reprend toutes les sélections d'Henri Govard. Les matches qu'il ne joue pas sont indiqués en italique. Le score de la Belgique est toujours indiqué en gras.
| Date       | Compétition  | Adversaire           | Lieu      | Score | Remarque                  |
| ---------- | ------------ | -------------------- | --------- | ----- | ------------------------- |
| 12/05/1946 | Match amical | Pays-Bas             | Amsterdam | 6-3   |                           |
| 30/05/1946 | Match amical | Pays-Bas             | Anvers    | 2-2   |                           |
| 18/04/1948 | Match amical | Pays-Bas             | Rotterdam | 2-2   |                           |
| 28/04/1948 | Match amical | Écosse               | Glasgow   | 2-0   |                           |
| 06/06/1948 | Match amical | France               | Bruxelles | 4-2   | But inscrit               |
| 17/10/1948 | Match amical | France               | Colombes  | 3-3   |                           |
| 21/11/1948 | Match amical | Pays-Bas             | Anvers    | 1-1   |                           |
| 13/03/1949 | Match amical | Pays-Bas             | Amsterdam | 3-3   |                           |
| 24/04/1949 | Match amical | République d'Irlande | Dublin    | 0-2   |                           |
| 22/05/1949 | Match amical | Pays de Galles       | Liège     | 3-1   | But inscrit · But inscrit |
| 06/11/1949 | Match amical | Pays-Bas             | Rotterdam | 0-1   | But inscrit               |